# El día menos pensado
El día menos pensado es un programa de televisión chileno transmitido por Televisión Nacional de Chile (TVN), con la conducción del periodista Carlos Pinto, bajo la productora chilena Geoimagen y desde el 31 de marzo de 2022 bajo la productora chilena Ladrón de Bicicletas producciones. Recrea con actores, historias basadas en la vida real, que no tienen una explicación científica y son atribuidas a fenómenos paranormales, encuentros de dos dimensiones y vida después de la muerte.
La música principal del programa fue compuesta por Sergio Ruiz de Gamboa. El programa ha sido emitido en varios ciclos, con la primera temporada estrenándose en 1999 hasta la cuarta en 2002; luego retomándose entre 2005 y 2011. 
Fue retransmitido desde 2020, los viernes y sábados a las 01:00 horas.
En enero de 2022, el propio Carlos Pinto anunció el regreso del programa como parte de la parrilla programática 2022 de TVN. La temporada 2022 se estrenó el jueves 31 de marzo de ese año a las 22:30 horas.

## Capítulos
| Temporada | Temporada | Episodios | Episodios | Emisión original        | Emisión original         |
| Temporada | Temporada | Episodios | Episodios | Primera emisión         | Última emisión           |
| --------- | --------- | --------- | --------- | ----------------------- | ------------------------ |
|           | 1         | 12        | 12        | 16 de mayo de 1999      | 1 de agosto de 1999      |
|           | 2         | 12        | 12        | 8 de junio de 2000      | 24 de agosto de 2000     |
|           | 3         | 15        | 15        | 11 de marzo de 2001     | 17 de junio de 2001      |
|           | 4         | 14        | 14        | 17 de febrero de 2002   | 19 de mayo de 2002       |
|           | 5         | 13        | 13        | 8 de mayo de 2005       | 31 de julio de 2005      |
|           | 6         | 11        | 11        | 13 de agosto de 2006    | 30 de octubre de 2006    |
|           | 7         | 13        | 13        | 11 de mayo de 2007      | 9 de agosto de 2007      |
|           | 8         | 12        | 12        | 13 de julio de 2008     | 28 de septiembre de 2008 |
|           | 9         | 16        | 16        | 7 de septiembre de 2010 | 8 de febrero de 2011     |
|           | 10        | 14        | 14        | 31 de marzo de 2022     | 30 de junio de 2022      |
|           | 11        | 17        | 17        | 11 de agosto de 2022    | 15 de diciembre de 2022  |
|           | 12        | 16        | 16        | 14 de marzo de 2024     | 11 de julio de 2024      |

### Temporada 1 (1999)
1. El adiós
2. El documento
3. El pañuelo blanco
4. El suceso
5. El desencanto
6. El mensaje
7. El castigo
8. El viaje
9. El encuentro
10. El llamado
11. El presagio
12. El pacto

### Temporada 2 (2000)
1. Reflejo del alma
2. El pasajero de la 11
3. El día del adiós
4. Encuentros con lo desconocido
5. El mensajero mágico
6. Eternamente juntos
7. El entierro
8. El secreto de Camilo Mori
9. En manos del destino
10. El visitante de la luz
11. Amigo, no se olvide de la oferta...
12. Aún... vive

### Temporada 3 (2001)
1. El niño
2. Visitante de la noche
3. Día de la maldición
4. El cuidante
5. El protector
6. El pozo
7. El tercer ojo
8. Estación de trenes
9. El accidente
10. El amigo
11. El corazón maldito
12. El regreso
13. El pendiente de oro
14. El atrapado
15. El enroque

### Temporada 4 (2002)
1. El ataúd
2. El amigo imaginario
3. El día fatal
4. El ángel del amor
5. El camino
6. Viaje al más allá
7. El pasillo oscuro
8. El juez
9. El tesoro
10. Encuentros
11. El pedido
12. El embrujo
13. El soldado
14. Estado de coma

### Temporada 5 (2005)
1. El muro
2. El pasado
3. El subterráneo
4. El amigo
5. El paciente
6. El cuadro
7. El inquilino
8. El secreto
9. El anillo
10. El muñeco
11. El viaje
12. El asilo
13. El atropello

### Temporada 6 (2006)
1. El hombre de la foto
2. El chat
3. El niño que regresó
4. El camino
5. El dilema
6. El reencuentro
7. El llanto
8. El ADN
9. El armario
10. El trasplante
11. El contacto

### Temporada 7 (2007)
1. El pacto
2. El cómplice
3. El perro muerto
4. El vendedor
5. El confesor
6. El mensaje
7. El plan
8. El pianista
9. El cuadro
10. El adoptado
11. El íntimo deseo
12. El miedo
13. El Déjà vu

### Temporada 8 (2008)
1. El castigo
2. El juicio
3. El testigo
4. El bromista
5. El cambio
6. El subterráneo
7. El robo
8. Ese anillo es mío
9. El aviso
10. El acecho
11. El descanso
12. El visitante

### Temporada 9 (2010-2011)
1. El perseguidor
2. El testamento
3. El visionario
4. El traslado
5. El secuestro
6. El entretecho
7. El llavero
8. El hombre de negro
9. El galpón
10. El vaso de leche [2011]
11. El compañero [2011]
12. El auxilio [2011]
13. El correo [2011]
14. El corazón de Juan [2011]
15. Ella prometió volver [2011]
16. El secreto [2011]

### Temporada 10 (2022)
1. El puente del diablo
2. La pasajera
3. El contrato
4. La niña del bus
5. La monja
6. El Cabo Soto
7. En nombre de la abuela
8. El hombre de la carretera
9. El compañero de la vida
10. Muerto en vida
11. En cuerpo ajeno
12. La cicatriz
13. El mensaje
14. Un día después

### Temporada 11 (2022)
1. Tiempo para morir
2. El plazo fatal
3. La noche siniestra
4. Guardia nocturna
5. Adiós papá
6. La marca del corazón
7. La estaca
8. Mil veces maldita
9. Morir por amor
10. La ronda de los niños
11. Los visitantes de la noche
12. Esperando a mamá
13. La mujer desconocida
14. Pedro, Juan y Diego
15. La niña de la escalera
16. El hombre del sombrero
17. El nochero

### Temporada 12 (2024)
1. La casa del vecino: el matrimonio de Cynthia y Gonzalo espera el nacimiento de su primer hijo, pero su tranquilidad se ve afectada debido a que la casa vecina, fue nuevamente habitada después de muchos años y esto que genera una sensación de amenaza.
2. El presentimiento: La señora Virginia, anhela convertirse en abuela, y últimamente Comenzó a tener extraños sueños con una adolescente, los cuales no logra entender su significado. Con la ayuda de una persona Virginia descubre un secreto familiar que la dejará con más preguntas que respuestas.
3. Entre el amor y el miedo: Gabriela,  busca comunicarse con el espíritu de su tía fallecida, creyendo que su presencia sigue en su antigua casa y con fines de darle paz a su espíritu. Junto a su pareja, se adentra en lo paranormal, experimentando una situación aterradora.
4. El visitador
5. Con los días contados: Ramiro decide llevar a su madre, Rubí, a vivir con él y su familia debido a su avanzada edad y signos de demencia senil. A medida que se integra en la familia, Rubí fortalece su vínculo con su nieto Mauro. Sin embargo, Rubí guarda un secreto del pasado que podría cambiarlo todo. Un evento importante para ella se acerca, y Rubí se pregunta qué sucederá y si su enfermedad la mantendrá lúcida para aquel día.
6. Comienza la función
7. Cuatro mujeres
8. Alguien me busca: Un pequeño empezó a tener la presencia de una mujer que lo seguía camino a su casa, desconociendo sus intenciones y el motivo de aquella persecución
9. Una sombra en la noche
10. El último sueño
11. ¿Quién anda ahí?
12. El tiempo nos une
13. La deuda: Una mujer después de mucho anhelar ser madre lo consigue, pero su embarazo presentó dificultades. Casi por milagro conoce a un hombre dispuesto a ayudarla a ella y a su bebe. ¿Cuáles serán los costos de aquello?
14. El viaje infinito
15. La misión
16. El cobrador: Andrea debido a los problemas de salud de su madre y su mala situación económica para afrontarlo en medio de la desesperación decide recurrir a sus creencias y hacer una manda, sin saber si esto resultaría e ignorando las consecuencias de aquello.

## Podcast
En marzo de 2022, y con motivo del estreno de la 10° temporada, TVN reeditó en formato podcast un par de capítulos clásicos de El Día Menos Pensado. Además, se han ido publicando versiones en audio de los capítulos nuevos de 2022. Estos episodios están disponibles en el propio sitio web de TVN, así como en Spotify, Google Podcasts, Ivoox y Apple Podcasts.
| N.º | Título                      | Temporada original | Fecha de emisión original |
| --- | --------------------------- | ------------------ | ------------------------- |
| 1   | «El niño que regresó»       | Temporada 3        | 23 de marzo de 2022       |
| 2   | «El amigo»                  | Temporada 3        | 25 de marzo de 2022       |
| 3   | «Eternamente juntos»        | Temporada 2        | 28 de marzo de 2022       |
| 4   | «El regreso»                | Temporada 3        | 30 de marzo de 2022       |
| 5   | «El camino»                 | Temporada 6        | 1 de abril de 2022        |
| 6   | «El puente del diablo»      | Temporada 10       | 4 de abril de 2022        |
| 7   | «El inquilino»              | Temporada 5        | 7 de abril de 2022        |
| 8   | «La pasajera»               | Temporada 10       | 14 de abril de 2022       |
| 9   | «El contrato»               | Temporada 10       | 22 de abril de 2022       |
| 10  | «La niña del bus»           | Temporada 10       | 28 de abril de 2022       |
| 11  | «El Cabo Soto»              | Temporada 10       | 19 de mayo de 2022        |
| 12  | «En nombre de la abuela»    | Temporada 10       | 27 de mayo de 2022        |
| 13  | «El hombre de la carretera» | Temporada 10       | 3 de junio de 2022        |
| 14  | «La casa del vecino»        | Temporada 12       | 15 de marzo de 2024       |
| 15  | «El presentimiento»         | Temporada 12       | 21 de marzo de 2024       |
| 16  | «Entre el amor y el miedo»  | Temporada 12       | 4 de abril de 2024        |

## Distribución
- Argentina: Infinito (años 2000).[7]